# Arco olimpico

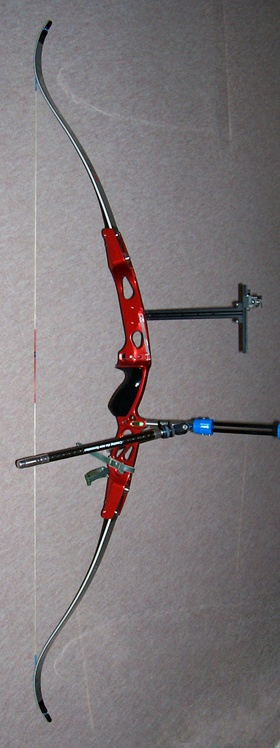
Un moderno arco olimpico

L'arco olimpico o arco ricurvo è un attrezzo sportivo utilizzato per il tiro con l'arco generalmente composto da:

1. Riser o impugnatura: elemento centrale che si impugna, in legno, lega di alluminio o carbonio su cui vengono montati i vari elementi che compongono l'arco
2. Flettenti: elementi attivi dell'arco, sono costituiti da legno o materiali compositi quali fibre di carbonio o altro. Sono caratterizzati da due parametri: lunghezza e libraggio. La lunghezza indica la lunghezza della corda che verrà poi montata sull'arco ed è un parametro che va scelto in funzione dell'altezza dell'arciere, mentre il libraggio indica la forza con cui la freccia verrà lanciata e va anch'esso scelto in base alle caratteristiche dell'arciere.
3. Corda: il materiale con cui è composto il filamento della corda può variare a seconda delle preferenze dell'arciere (prevalentemente si usano materiali sintetici). Nella parte centrale della corda è posizionato il serving, un filamento più spesso rinforzato dove vengono fissati i punti di incocco (punti di riferimento che indicano dove va incoccata la freccia).
4. Stabilizzazione: elementi da montare sull'arco frontalmente che hanno l'unica funzione di assorbire le vibrazioni che avvengono a seguito del rilascio della freccia.
5. Mirino: sistema di puntamento agganciato al riser che viene regolato a seconda della distanza del bersaglio, delle condizioni del vento (gare all'aperto) e delle caratteristiche dell'arciere.
6. Rest: supporto dove appoggia la freccia, in modo da non farla cadere. Esso viene incollato o avvitato sul riser e "lavora" a stretto contatto con il bottone.
7. Bottone: sistema di ammortizzamento che attenua le vibrazioni della freccia al momento dello scocco. Permette di regolare il movimento di uscita della freccia dall'arco, influendo sulla lateralità della traiettoria e la sua costanza.
8. Clicker: elemento in genere formato da una linguetta metallica che scatta indietro al momento di rilasciare la freccia. Aiuta l'arciere ad ottenere un'azione uguale di freccia in freccia.

Altri eventuali accessori per l'assorbimento delle vibrazioni (es. gommini adesivi) sono a discrezione dell'arciere.